# STARDUST PARADE
STARDUST PARADE（スターダストパレード）は、1996年4月～2016年3月までエフエム京都（α-station）で放送されていた音楽番組。

## 概要
- 番組開始から2015年3月までは、すべてリスナーからのリクエストで当番組は成り立っていた。α-stationの選曲基準に従った上で邦楽・洋楽を新旧問わず放送いた。
- 2015年4月の改編で1時間番組に短縮されたことをきっかけに"あなたの思い出に寄り添う青春ヒットチューンプログラム"としてリニューアル。同改編以降は番組前半をディレクターが選曲した楽曲を放送し、リスナーからのメッセージやリクエストは番組後半に固めて放送している。
- 番組内コーナー"DAILY HOT ATTACK"（デイリー・ホット・アタック）は、毎日の音楽ニュースや芸能ニュース、番組の内容をフラッシュ形式で紹介するコーナーで番組の冒頭で行われる。
- 番組内コーナー"STARDUST FAVORITES"（スターダスト・フェイバリッツ）は、1つのアーティストの楽曲のリクエストのみを放送し、コーナー開始時には特集アーティストの楽曲のフラッシュ（メドレー）が放送される。番組表で「○○特集」とあるのは当コーナーのことである。
- 2015年4月改編まで、木曜日に"VOICE TO YOU"（ボイス・トゥ・ユー）というコーナーがあり、音楽アーティストが自らの体験など人権にかかわるメッセージを伝えていた。リスナーからもテーマに沿った人権に関するメッセージを募集していた。2015年4月以降、かつて当番組のDJも務めたマツモトアキノリが担当する番組"LIFT"の木曜日に移動した。
- 火曜日には、「スタパレキング」というコーナーがあった。また水曜日には、「叫びコーナー」もあった。

## 歴史
- 1996年4月放送開始。開始当初の放送時間は月～木曜の22:00 - 24:00で、長田和彦がDJを務めていた。
  - 1995年10月～1996年3月の期間、週末深夜に同名のノンDJゾーンが存在したが、これは当番組とは関係がない。
- 1998年4月～1999年3月に番組枠を金曜まで拡大。
- 2005年4月に番組枠を再度金曜まで拡大。金曜版は川原ちかよが担当することとなった。
- 2006年3月31日をもって長田は降板。同年4月3日からマツモトアキノリが月 - 木曜を担当することとなった。
- 2009年4月をもって川原ちかよは番組を降板。金曜版はその後西田育弘の担当となった。
- 2012年3月をもって金曜版が終了。後番組はα-KYOTO CONTENTS FILE。
- 2013年3月をもってマツモトアキノリは降板。4月から放送時間が21:00 - 23:00に1時間繰り上がりとなり、後任として林智美が担当。
- 2015年3月をもって林智美が降板。4月から放送時間が1時間短縮されて月～木曜の22:00 - 23:00となり、後任として前田彩名が担当。
- 2016年3月31日をもって当番組が終了。これに伴い、前田はα-DAYLIGHT CALL（日曜版）を担当することになった。

## 放送時間・DJの変遷
| 期間   | 期間   | 放送時間      | 放送時間      | DJ               | DJ           |
| 期間   | 期間   | 月 - 木       | 金            | 月 - 木          | 金           |
| ------ | ------ | ------------- | ------------- | ---------------- | ------------ |
| 1996.4 | 1998.3 | 22:00 - 24:00 | （放送なし）  | 長田和彦         | （放送なし） |
| 1998.4 | 1999.3 | 22:00 - 24:00 | 22:00 - 24:00 | 長田和彦         | 長田和彦     |
| 1999.4 | 2005.3 | 22:00 - 24:00 | （放送なし）  | 長田和彦         | （放送なし） |
| 2005.4 | 2006.3 | 22:00 - 24:00 | 22:00 - 24:00 | 長田和彦         | 川原ちかよ   |
| 2006.4 | 2009.3 | 22:00 - 24:00 | 22:00 - 24:00 | マツモトアキノリ | 川原ちかよ   |
| 2009.4 | 2012.3 | 22:00 - 24:00 | 22:00 - 24:00 | マツモトアキノリ | 西田育弘     |
| 2012.4 | 2013.3 | 22:00 - 24:00 | （放送なし）  | マツモトアキノリ | （放送なし） |
| 2013.4 | 2015.3 | 21:00 - 23:00 | （放送なし）  | 林智美           | （放送なし） |
| 2015.4 | 2016.3 | 22:00 - 23:00 | （放送なし）  | 前田彩名         | （放送なし） |

## 番組終了とその後

### 番組終了の経緯
- 「京都人プロジェクト」をスタートさせた2015年4月改編で、21時台に9組のアーティストが曜日替わり・月替わりで担当する帯番組FLAG RADIOがスタートし、当番組は2年ぶりに22時開始に繰下げ。一方、23 - 24時台[2]にノンDJ番組PLAY BACK[3]が開始されることになったため、22時台のみの1時間番組に短縮されることになった。そのため、前田時代は1時間の間にディレクターや前田が選曲した音楽に加え、リスナーがリクエストした楽曲、メッセージを放送しなければならなかったため、数分 - 約10分延長することも多かった。
- 全編リクエストで放送できなくなったことによるリスナーの食い止めや新規リスナーの確保を目指し、2016年2月14日に京都MUSEで当番組プロデュースのライブイベント"LIVE PARADE Vol.1"を開催。
- しかし、2015年度の末期は当番組が1時間に短縮されたことにより、他のDJが担当する番組も放送時間が大幅短縮された（後藤晃宏担当のTWILIGHT AVENUE(第2期)など）ためメッセージが読めないといった弊害が他番組でも発生。そのため、2016年3月24日の放送において、3月31日をもって当番組が終了することを発表。最終週は全編リクエストとなり、2016年3月31日の最終回ではリスナーからのメッセージが殺到したため、13分30秒延長オーバーして終了し、20年間の幕を下ろした。

### 番組終了後
- 2016年4月改編で、月 - 木曜20時台の番組群と当番組の放送枠(22時台)の放送枠を交換[4]。結果として、2015年度に19時台で放送されていたLIFTが19 - 20時台の2時間に拡大し、当番組を吸収した格好となった。（ライブイベント"LIVE PARADE"もLIFTプロデュースでVol. 2が開催されている。）

## 備考
- 金曜日のDJであった川原ちかよは、学生時代に当番組のADを務めていた。
- 長田和彦がDJだった時代は、エンディングテーマとして、ヴァン・マッコイのハッスルをリミックスした曲がBGMとしてかけられていた。マツモトに変わってからもしばらくはそのままであったが、現在は異なる。